# Біловоди (станція)
Білово́ди (до 1959 року — Біловод) — проміжна залізнична станція 4-го класу Полтавської дирекції Південної залізниці на нелектрифікованій лінії Бахмач-Пасажирський — Лохвиця між станціями Засулля (5 км) та Андріяшівка (14 км). Розташована в селищі Біловодське Роменського району Сумської області.

## Історія
Станція відкрита у 1888 році під первинною назвою Біловод. Сучасна назва — з 1959 року

## Пасажирське сполучення
На станції Біловоди зупиняються приміські поїзди сполученням Бахмач — Ромодан / Ромни